# Maglarps distrikt
Maglarps distrikt är ett distrikt i Trelleborgs kommun och Skåne län. 
Distriktet ligger vid kusten väster om Trelleborg. 

## Tidigare administrativ tillhörighet
Distriktet inrättades 2016 och utgörs av en del av det området som Trelleborgs stad omfattade till 1971, delen som före 1967 utgjorde Maglarps socken.
Området motsvarar den omfattning Maglarps församling hade 1999/2000.